# Steven Tweed
Steven Tweed (sinh ngày 8 tháng 8 năm 1972) là một cầu thủ bóng đá người Scotland.

## Sự nghiệp câu lạc bộ
Steven Tweed đã từng chơi cho Yokohama FC.

## Thống kê câu lạc bộ

### J.League
| Đội         | Năm       | J.League | J.League | J.League Cup | J.League Cup | Tổng cộng | Tổng cộng |
| Đội         | Năm       | Trận     | Bàn      | Trận         | Bàn          | Trận      | Bàn       |
| ----------- | --------- | -------- | -------- | ------------ | ------------ | --------- | --------- |
| Yokohama FC | 2004      | 39       | 3        | -            | -            | 39        | 3         |
| Yokohama FC | 2005      | 31       | 3        | -            | -            | 31        | 3         |
| Yokohama FC | 2006      | 13       | 2        | -            | -            | 13        | 2         |
| Tổng cộng   | Tổng cộng | 83       | 8        | 0            | 0            | 83        | 8         |